# Stefan Richner
Stefan Richner (* 15. Juni 1974 in Hägglingen) ist ein ehemaliger Schweizer Radrennfahrer.

## Karriere
Bereits als Amateur (er war Mitglied im Verein VMC Wohlen) konnte Richner einige Erfolge feiern, darunter die Schweizer Bergmeisterschaft 1998, die er im folgenden Jahr verteidigen konnte. Beim Rennen Martigny–Mauvoisin belegte er 1996 den zweiten Platz, bevor er drei Jahre darauf hier den Sieg einfahren konnte. Bei Sierre–Loye feierte er 1999 zwei Saisons nach seinem zweiten Platz ebenfalls den ersten Rang. Neben diesen Siegen erreichte er den zweiten Rang bei Chur–Arosa 1998 und gewann in seiner erfolgreichsten Amateurzeit 1999 neben der Bergmeisterschaft, Martigny–Mauvoisin und Sierre–Loye auch den Wettbewerb Silenen–Amsteg–Bristen. Bereits 1995 war er Aargauer Bergmeister geworden.
Nach diesen Erfolgen erhielt Richner zum Jahr 2000 seinen ersten Profivertrag bei der neugegründeten Schweizer Mannschaft Phonak Hearing Systems. Am 12. März sorgte er mit seinem ersten Rang beim Bergzeitfahren des Giro della Svizzera Meridionale, wo er auch Gesamtvierter wurde, in Curogna für den ersten Sieg des Teams überhaupt. Ausserdem konnte er in dieser Saison auch seinen Titel bei Sierre–Loye verteidigen, während er bei der Bergmeisterschaft Bronze hinter Daniel Schnider und Steve Zampieri errang. Eine weitere Podiumsplatzierung fuhr er auf der zweiten Etappe des Rennens À travers Lausanne ein. Beim Grand Prix de Lausanne belegte er Rang acht. 2001 gelang Richner dann nur ein Saisonsieg, bei Chur–Arosa. Erneut holte er sich bei der Schweizer Bergmeisterschaft in Haut-de-Caux die Bronzemedaille hinter Zampieri und David Ruckstuhl. Auch bei Niederbipp–Schwengimatt wurde er Dritter.
Zur Saison 2002 wechselte Richner zum deutschen Radsportteam LTA-Quattro Logistics. Beim Bergzeitfahren Hasle–Heiligkreuz siegte er, bei Niederbipp–Schwengimatt wiederholte er seinen dritten Platz vom Vorjahr. Ende 2002 beendete er seine Laufbahn als Berufsradfahrer.

## Erfolge
1995
- Aargauer Bergmeister

1998
- Schweizer Bergmeister

1999
- Schweizer Bergmeister

2000
- Sieger Bergzeitfahren Giro della Svizzera Meridionale
- Dritter Schweizer Bergmeisterschaften

2001
- Dritter Schweizer Bergmeisterschaften

2002